# Liga Jônia

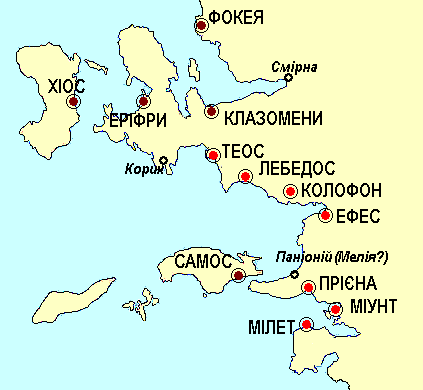
Mapa da Liga Jônia em ucraniano

A Liga Jônia (português brasileiro) ou Jónia (português europeu), também chamada de Liga Jônica (português brasileiro) ou Jónica (português europeu) (em grego antigo: Ἴωνες, Íōnes, κοινὸν Ἰώνων, koinón Iōnōn ou κοινὴ σύνοδος Ἰώνων, koinē sýnodos Iōnōn; em latim: commune consilium), foi uma confederação formada depois da Guerra Meliana, em meados do século VII a.C., composta por doze cidades jônias (uma dodecápolis, como muitas outras do período).
Foram listadas por Heródoto como:
- Mileto, Mios e Priene, todas na Cária (região da Ásia Menor) e que falavam o mesmo dialeto;
- Éfeso, Cólofon, Lêbedo, Teos, Clazômenas e Foceia, na Lídia (também na Ásia Menor)
- Quios (ilha) e Eritras (Ásia Menor), com um dialeto comum; e
- Samos (ilha), com seu dialeto próprio.

Depois de 650 a.C. Esmirna, originalmente uma cidade eólica, foi convidada para integrar a liga, e assim diminuir o poder da Eólia e aumentar o da Jônia.
Heródoto e inscrições antigas referem-se a um corpo constituído legalmente que era traduzido costumeiramente apenas por "liga" ou por "os jônios"; fala-se, por exemplo, das cidades, do conselho e das decisões "dos jônios". Escritores e documentos do Período Helenístico usam explicitamente o termo koinon ("coisa comum") ou synodos ("sínodo") dos jônios, e, anacronicamente, aplicavam-no à liga ao mencioná-la.
A liga foi dissolvida e reinstaurada diversas vezes, e seu grau de poder variou ao longo do tempo. Sob o Império Romano ela passou a cunhar suas próprias moedas, com a inscrição koinon Iōnōn num dos lados e o rosto do imperador no outro.

## Fundação
A Guerra Meliana foi um acerto de contas final entre o antigo estado da Cária e os jônios que haviam colonizado as terras na foz do rio Meandro por séculos. Seu último bastião foi a fortificação de Mélia, situada no pico menor de Dilek Daglari, nas encostas ao norte de Mícale, onde localizava-se o epicentro do culto a Posídon. O forte foi construído no início do século VII a.C.
Os cários e jônios haviam se misturado por gerações, porém um estado cário continuou a existir até que uma coalizão de cidades jônias o derrotou e dividiu suas terras. Diante da ameaça persa crescente eles decidiram continuar esta coalização, na forma da Liga Jônia, construindo um novo centro religioso e político em Mélia.
Delegados (theoroi) da Liga se reuniram para celebrar a Pan-Jônia, um festival religioso com competições (panegyris), dedicado a Posídon Helicônio no santuário do deus, conhecido como o Panionium. Os jônios, após se misturaram aos cários, decidiram continuar a cultuar Posídon, e eventualmente um novo templo foi erguido em homenagem ao deus, por volta de 540 a.C. Suas ruínas e a localização de Mélia foram descobertas em 2004; anteriormente vigoravam diferentes teorias.